# Francis Seymour-Conway, 1. markýz z Hertfordu
Francis Seymour-Conway, 1. markýz z Hertfordu (Francis Seymour-Conway, 1st Marquess of Hertford, 1st Earl of Hertford, 1st Earl of Yarmouth, 1st Viscount Beauchamp of Hache, 2nd Baron Conway) (5. července 1718, Londýn, Anglie – 14. června 1794) byl britský diplomat, dvořan a politik ze šlechtického rodu Seymourů. Během své kariéry byl vyslancem ve Francii, místokrálem v Irsku a dlouholetým nejvyšším komořím. V roce 1756 obdržel Podvazkový řád a v roce 1793 získal titul markýze z Hertfordu. Jeho synové se uplatnili u dvora, v diplomacii, armádě a námořnictvu, zasedali také v Dolní sněmovně. Vytvořili rekord v dlouhé historii britského parlamentu, protože žádné jiné rodině se nepodařilo, aby šest sourozenců zasedalo v Dolní sněmovně.

## Kariéra
Pocházel z vedlejší linie vévodů ze Somersetu, narodil se v Londýně jako syn Francise Seymoura, 1. barona Conwaye (1679-1731), který již v roce 1699 přijal jméno Seymour-Conway, po matce Charlotte Shorter byl synovcem dlouholetého premiéra Roberta Walpola. Po otci zdědil titul barona (1731), poté absolvoval kavalírskou cestu po Francii a Itálii, do Sněmovny lordů vstoupil po dosažení zletilosti v roce 1739. V roce 1750 byl povýšen na hraběte z Hertfordu (tento titul užíval již v 16. století Edward Seymour, 1. vévoda ze Somersetu) a v letech 1751-1766 byl lordem komořím Jiřího II. a Jiřího III. V roce 1755 se měl stát vyslancem v Paříži, ale kvůli neznalosti francouzštiny z tohoto jmenování sešlo. V roce 1756 získal Podvazkový řád.
Nakonec se vyslancem v Paříži stal po skončení sedmileté války (1763-1765), od roku 1763 byl zároveň členem Tajné rady. V letech 1765-1766 byl místokrálem v Irsku, kde vlastnil statky v Ulsteru jako dědictví po rodu Conway a již od roku 1750 byl členem irské Tajné rady. Po návratu z Irska zastával dlouhodobě nejvyšší posty u dvora, byl nejvyšším štolbou (1766) a nejvyšším komořím (1766-1782 a 1783). Po nástupu Pittovy vlády odešel do ústraní a v roce 1793 získal titul markýze z Hertfordu.

## Rodina
V roce 1741 se oženil s Isabelou Fitzroy (1726-1782), dcerou 2. vévody z Graftonu. Z jejich manželství pocházelo třináct dětí, sedm synů a šest dcer. Dcery Anne (1744-1784) a Sarah (1747-1770) se provdaly do přední irské šlechty (1. markýz z Droghedy, 1. markýz z Londonderry), další dcera Frances (1751-1820) měla za manžela předčasně zemřelého dědice vévody z Newcastle, Henryho Pelham-Clintona, hraběte z Lincolnu. Ze synů jediný Edward (1752-1785) byl duchovním, dalších šest synů našlo uplatnění u dvora, v armádě a námořnictvu, všichni také zasedali v Dolní sněmovně (tři z nich byli i poslanci irského parlamentu).
- Francis Seymour-Conway, 2. markýz z Hertfordu (1743-1822), dvořan a diplomat, člen Dolní sněmovny 1766-1794

- Lord Henry Seymour-Conway (1746-1830), dvořan, člen Dolní sněmovny 1766-1784

- Lord Robert Seymour-Conway (1748-1831), důstojník, člen Dolní sněmovny 1771-1790 a 1794-1820

- Lord William Seymour-Conway (1759-1837), člen Dolní sněmovny 1783-1796

- Lord Hugh Seymour-Conway (1759-1801), admirál, člen Dolní sněmovny 1796-1801

- Lord George Seymour-Conway (1763-1848), důstojník, člen Dolní sněmovny 1784-1790 a 1796-1801